# Radek Štěpánek
Radek Štěpánek (Karviná, 27 novembre 1978) è un allenatore di tennis ed ex tennista ceco.
È stato classificato al numero 8 del mondo in singolare e al numero 4 in doppio, specialità in cui ha vinto 2 tornei del Grande Slam.

## Carriera
Ha vinto 17 titoli di doppio; la sua ascesa in singolare è iniziata nel 2004 quando, dopo essere partito dalle qualificazioni, è arrivato in finale al Master Series di Parigi Bercy, perdendo in tre set contro Marat Safin. Il primo titolo lo ha vinto a Rotterdam nel 2006 battendo in finale il belga Christophe Rochus.
Lo stesso anno ha raggiunto la finale all'ATP Masters Series di Amburgo, dove ha perso in tre set contro lo spagnolo Tommy Robredo, ed ha conquistato i quarti di finale a Wimbledon.
Nel 2007 vince il torneo di Los Angeles battendo in finale lo statunitense James Blake.
Nel 2008 è riuscito ad arrivare alla semifinale del Master Series di Roma battendo il numero uno del mondo Roger Federer nei quarti addirittura in 2 soli set, nella semifinale si è ritirato contro il serbo numero 3 del mondo Novak Đoković per un problema di stomaco nel secondo set sul punteggio di 6-0 1-0 a favore del serbo.
Il 18 novembre 2012, nella finale di Coppa Davis contro i campioni uscenti della Spagna, dà il punto decisivo (3-2) per la conquista del trofeo da parte della Rep. Ceca, contro il più quotato Nicolás Almagro, in 4 set (6-4; 7-6; 3-6; 6-3 il punteggio) in quasi quattro ore di gioco. Sempre in Coppa Davis, nella finale contro la Serbia di Novak Đoković, Stepanek dà il punto decisivo (3-2) il 17 novembre 2013 contro Dušan Lajović con il punteggio di 6-3; 6-1; 6-1.
Da novembre 2017, subito dopo il ritiro, diventa con ufficialità l'allenatore di Novak Đoković affiancando nel suo ruolo un'altra leggenda del tennis come Andre Agassi. Terminato il sodalizio con Djokovic nel 2018, l'anno successivo segue Grigor Dimitrov. A partire dal 2022 è l'allenatore di Sebastian Korda.

## Vita privata
È stato fidanzato con Martina Hingis e per un breve periodo con Petra Kvitová. Ha poi sposato Nicole Vaidišová: i due hanno divorziato, ma in seguito sono convolati di nuovo a nozze. Dal secondo matrimonio con Nicole sono nate le figlie Stella e Meda.

## Statistiche

### Singolare

#### Vittorie (5)
| Legenda                   |
| Grande Slam (0)           |
| ATP World Tour Finals (0) |
| ATP Masters 1000 (0)      |
| ATP World Tour 500 (2)    |
| ATP World Tour 250 (3)    |

| N. | Data             | Torneo                                | Superficie    | Avversario in finale | Punteggio        |
| 1. | 26 febbraio 2006 | Rotterdam Open, Rotterdam             | Sintetico (i) | Christophe Rochus    | 6-0, 6-3         |
| 2. | 22 luglio 2007   | Los Angeles Open, Los Angeles         | Cemento       | James Blake          | 7–6(7), 5-7, 6-2 |
| 3. | 11 gennaio 2009  | Brisbane International, Brisbane      | Cemento       | Fernando Verdasco    | 3-6, 6-3, 6-4    |
| 4. | 15 febbraio 2009 | Pacific Coast Championships, San Jose | Cemento (i)   | Mardy Fish           | 3-6, 6-4, 6-2    |
| 5. | 7 agosto 2011    | Washington Open, Washington           | Cemento       | Gaël Monfils         | 6-4, 6-4         |

#### Finali perse (7)
| Legenda                   |
| Grande Slam (0)           |
| ATP World Tour Finals (0) |
| ATP Masters 1000 (2)      |
| ATP World Tour 500 (0)    |
| ATP World Tour 250 (5)    |

| N. | Data              | Torneo                                | Superficie    | Avversario in finale | Punteggio           |
| 1. | 1º novembre 2004  | Paris Masters, Parigi                 | Sintetico (i) | Marat Safin          | 3-6, 6(5)–7, 3-6    |
| 2. | 31 gennaio 2005   | Milan (i), Milano                     | Sintetico (i) | Robin Söderling      | 3-6, 7–6(2), 6(5)–7 |
| 3. | 26 settembre 2005 | Vietnam Open, Ho Chi Minh             | Cemento (i)   | Jonas Björkman       | 3-6, 6(4)–7         |
| 4. | 21 maggio 2006    | German Open Hamburg, Amburgo          | Terra rossa   | Tommy Robredo        | 1-6, 3-6, 3-6       |
| 5. | 24 febbraio 2008  | Pacific Coast Championships, San Jose | Cemento       | Andy Roddick         | 4-6, 5-7            |
| 6. | 22 febbraio 2009  | Memphis Championships, Memphis        | Cemento (i)   | Andy Roddick         | 5-7, 5-7            |
| 7. | 10 gennaio 2010   | Brisbane International, Brisbane      | Cemento       | Andy Roddick         | 6(2)–7, 6(7)–7      |

### Doppio

#### Vittorie (18)
| Legenda                   |
| Grande Slam (2)           |
| ATP World Tour Finals (0) |
| ATP Masters 1000 (2)      |
| ATP World Tour 500 (4)    |
| ATP World Tour 250 (10)   |

| N.  | Data              | Torneo                                       | Superficie    | Compagno               | Avversari in finale            | Punteggio           |
| 1.  | 26 aprile 1999    | ATP Praga, Praga                             | Terra rossa   | Martin Damm            | Mark Keil Nicolás Lapentti     | 6-0, 6-2            |
| 2.  | 9 aprile 2001     | Estoril Open, Estoril                        | Terra rossa   | Michal Tabara          | Donald Johnson Nenad Zimonjić  | 6-4, 6-1            |
| 3.  | 30 aprile 2001    | Internazionali di Baviera, Monaco di Baviera | Terra rossa   | Petr Luxa              | Jaime Oncins Daniel Orsanic    | 5-7, 6-2, 7–6(5)    |
| 4.  | 8 ottobre 2001    | Vienna Open, Vienna                          | Cemento (i)   | Martin Damm            | Jiří Novák David Rikl          | 6-3, 6-2            |
| 5.  | 29 aprile 2002    | Internazionali di Baviera, Monaco di Baviera | Terra rossa   | Petr Luxa              | Petr Pála Pavel Vízner         | 6-0, 6(4)–7, [11-9] |
| 6.  | 27 gennaio 2003   | Milan (i), Milano                            | Sintetico (i) | Petr Luxa              | Tomáš Cibulec Pavel Vízner     | 6-4, 7–6(4)         |
| 7.  | 16 febbraio 2004  | Rotterdam Open, Rotterdam                    | Cemento (i)   | Paul Hanley            | Jonathan Erlich Andy Ram       | 5-7, 7–6(5), 7-5    |
| 8.  | 12 luglio 2004    | Stuttgart Open, Stoccarda                    | Terra rossa   | Jiří Novák             | Simon Aspelin Todd Perry       | 6-2, 6-4            |
| 9.  | 13 settembre 2004 | Delray Beach International, Delray Beach     | Cemento       | Leander Paes           | Gastón Etlis Martín Rodríguez  | 6-0, 6-3            |
| 10. | 7 febbraio 2005   | Marseille Open, Marsiglia                    | Cemento (i)   | Martin Damm            | Mark Knowles Daniel Nestor     | 7–6(4), 7–6(5)      |
| 11. | 21 febbraio 2005  | Dubai Tennis Championships, Dubai            | Cemento       | Martin Damm            | Jonas Björkman Fabrice Santoro | 6-2, 6-4            |
| 12. | 13 febbraio 2006  | Marseille Open, Marsiglia                    | Cemento (i)   | Martin Damm            | Mark Knowles Daniel Nestor     | 6-2, 6(4)–7, [10-3] |
| 13. | 15 febbraio 2009  | Pacific Coast Championships, San Jose        | Cemento (i)   | Tommy Haas             | Rohan Bopanna Jarkko Nieminen  | 6-2, 6-3            |
| 14. | 28 gennaio 2012   | Australian Open, Melbourne                   | Cemento       | Leander Paes           | Bob Bryan Mike Bryan           | 7–6(1), 6-2         |
| 15. | 31 marzo 2012     | Miami Open, Miami                            | Cemento       | Leander Paes           | Maks Mirny Daniel Nestor       | 3-6, 6–1, [10-8]    |
| 16. | 14 ottobre 2012   | Shanghai Masters, Shanghai                   | Cemento       | Leander Paes           | Mahesh Bhupathi Rohan Bopanna  | 6(7)–7, 6-3, [10-5] |
| 17. | 8 settembre 2013  | US Open, New York                            | Cemento       | Leander Paes           | Alexander Peya Bruno Soares    | 6-1, 6-3            |
| 18. | 26 luglio 2015    | Colombia Open, Bogotà                        | Cemento       | Édouard Roger-Vasselin | Mate Pavić Michael Venus       | 7–5, 6–3            |

#### Finali perse (15)
| Legenda                   |
| Grande Slam (3)           |
| ATP World Tour Finals (0) |
| ATP Masters 1000 (0)      |
| ATP World Tour 500 (4)    |
| ATP World Tour 250 (8)    |

| N.  | Data              | Torneo                                 | Superficie  | Compagno        | Avversari in finale             | Punteggio           |
| 1.  | 25 agosto 2001    | Long Island Open, Long Island          | Cemento     | Leoš Friedl     | Jonathan Stark Kevin Ullyett    | 1-6, 4-6            |
| 2.  | 30 settembre 2001 | Hong Kong Open, Hong Kong              | Cemento     | Petr Luxa       | Karsten Braasch André Sá        | 0-6, 5-7            |
| 3.  | 17 febbraio 2002  | Copenaghen Open, Copenaghen            | Cemento     | Jiří Novák      | Julian Knowle Michael Kohlmann  | 6(8)–7, 5-7         |
| 4.  | 6 settembre 2002  | US Open, New York                      | Cemento     | Jiří Novák      | Mahesh Bhupathi Maks Mirny      | 3-6, 6-3, 4-6       |
| 5.  | 13 ottobre 2002   | Vienna Open, Vienna                    | Cemento     | Jiří Novák      | Joshua Eagle Sandon Stolle      | 4-6, 3-6            |
| 6.  | 16 gennaio 2004   | Auckland Open, Auckland                | Cemento     | Jiří Novák      | Mahesh Bhupathi Fabrice Santoro | 6-4, 5-7, 3-6       |
| 7.  | 10 ottobre 2004   | Grand Prix de Tennis de Lyon, Lione    | Cemento (i) | Jonas Björkman  | Jonathan Erlich Andy Ram        | 6(2)–7, 2-6         |
| 8.  | 7 gennaio 2007    | Adelaide International, Adelaide       | Cemento     | Novak Đoković   | Wesley Moodie Todd Perry        | 4-6, 6-3, [13-15]   |
| 9.  | 3 marzo 2007      | Dubai Tennis Championships, Dubai      | Cemento     | Mahesh Bhupathi | Fabrice Santoro Nenad Zimonjić  | 5-7, 7–6(3), [7-10] |
| 10. | 8 agosto 2010     | Washington Open, Washington            | Cemento     | Tomáš Berdych   | Mardy Fish Mark Knowles         | 6-4, 6(7)–7, [7-10] |
| 11. | 12 settembre 2012 | US Open, New York                      | Cemento     | Leander Paes    | Bob Bryan Mike Bryan            | 3-6, 4-6            |
| 12. | 7 ottobre 2012    | Japan Open Tennis Championships, Tokyo | Cemento     | Leander Paes    | Bruno Soares Alexander Peya     | 3-6, 6(5)–7         |
| 13. | 4 agosto 2013     | Washington Open, Washington            | Cemento     | Mardy Fish      | Julien Benneteau Nenad Zimonjić | 6(5)–7, 5-7         |
| 14. | 30 gennaio 2016   | Australian Open, Melbourne             | Cemento     | Daniel Nestor   | Jamie Murray Bruno Soares       | 6–2, 4–6, 5–7       |
| 15. | 6 gennaio 2017    | Qatar Open ATP, Doha                   | Cemento     | Vasek Pospisil  | Jérémy Chardy Fabrice Martin    | 4-6, 6(3)–7         |

### Tornei minori

#### Singolare

##### Vittorie (7)
| Legenda tornei minori |
| Challenger (6)        |
| Futures (1)           |

| N. | Data              | Torneo                        | Superficie    | Avversario in finale | Punteggio   |
| 1. | 22 febbraio 1998  | Austria F3, Mondsee           | Sintetico (i) | Ivaylo Traykov       | 6-4, 7-6    |
| 2. | 9 agosto 1998     | Open Castilla y León, Segovia | Cemento       | Alex Rădulescu       | 7-5, 7-5    |
| 3. | 8 giugno 2003     | Czech Open, Prostějov         | Terra rossa   | Mariano Puerta       | 7-5, 6-3    |
| 4. | 6 giugno 2004     | Czech Open, Prostějov         | Terra rossa   | Michal Tabara        | 7–6(5), 7-5 |
| 5. | 9 giugno 2013     | Czech Open, Prostějov         | Terra rossa   | Jiří Veselý          | 6–4, 6–2    |
| 6. | 29 settembre 2013 | Open d'Orléans, Orléans       | Cemento (i)   | Leonardo Mayer       | 6-3, 6-4    |
| 7. | 6 ottobre 2013    | Mons Challenger, Mons         | Cemento (i)   | Igor Sijsling        | 6-3, 7-5    |

##### Finali perse (4)
| Legenda tornei minori |
| Challenger (4)        |
| Futures (0)           |

| Numero | Data             | Torneo                      | Superficie  | Avversario in finale | Punteggio |
| 1.     | 28 giugno 1998   | Příbram Challenger, Příbram | Terra rossa | Arnaud Di Pasquale   | 3-6, 1-6  |
| 2.     | 14 novembre 1999 | Miami Challenger, Miami     | Cemento     | Marcos Ondruska      | 2-6, 2-6  |
| 3.     | 12 novembre 2000 | Seoul Cup, Seul             | Cemento     | Hyung-Taik Lee       | 4-6, 4-6  |
| 4.     | 6 giugno 2000    | Czech Open, Prostějov       | Terra rossa | Jan Hájek            | 0-6, rit. |

## Risultati nei tornei del Grande Slam
| Torneo             | 2017 | 2016 | 2015 | 2014 | 2013 | 2012 | 2011 | 2010 | 2009 | 2008 | 2007 | 2006 | 2005 | 2004 | 2003 | 2002 | Carriera |
| ------------------ | ---- | ---- | ---- | ---- | ---- | ---- | ---- | ---- | ---- | ---- | ---- | ---- | ---- | ---- | ---- | ---- | -------- |
| Australian Open    | 2T   | 2T   | A    | 1T   | 3T   | 1T   | 2T   | 1T   | 3T   | 1T   | 3T   | 2T   | 3T   | 2T   | 3T   | A    | 0        |
| Roland Garros      |      | 1T   | 2T   | 3T   | 1T   | 1T   | 1T   | A    | 3T   | 4T   | 2T   | 3T   | 3T   | 1T   | 2T   | A    | 0        |
| Wimbledon          |      | 1T   | 1T   | 2T   | 2T   | 3T   | 1T   | A    | 4T   | 3T   | 1T   | QF   | 2T   | 2T   | 3T   | 3T   | 0        |
| US Open            |      | 1T   | 1T   | 1T   | 1T   | 1T   | 2T   | 1T   | 4T   | 3T   | 2T   | A    | 2T   | 1T   | 3T   | 1T   | 0        |
| Tennis Masters Cup | -    | -    | -    | -    | -    | -    | -    | -    | -    | RR   | -    | -    | -    | -    | -    | -    | 0        |